# Industrie minière au Chili
L'industrie minière au Chili est l'une des principales activités économiques du pays. Avec une production annuelle d'environ 5,6 millions de tonnes en 2017, soit presque un tiers de la production mondiale, le Chili est le premier pays producteur de cuivre. 

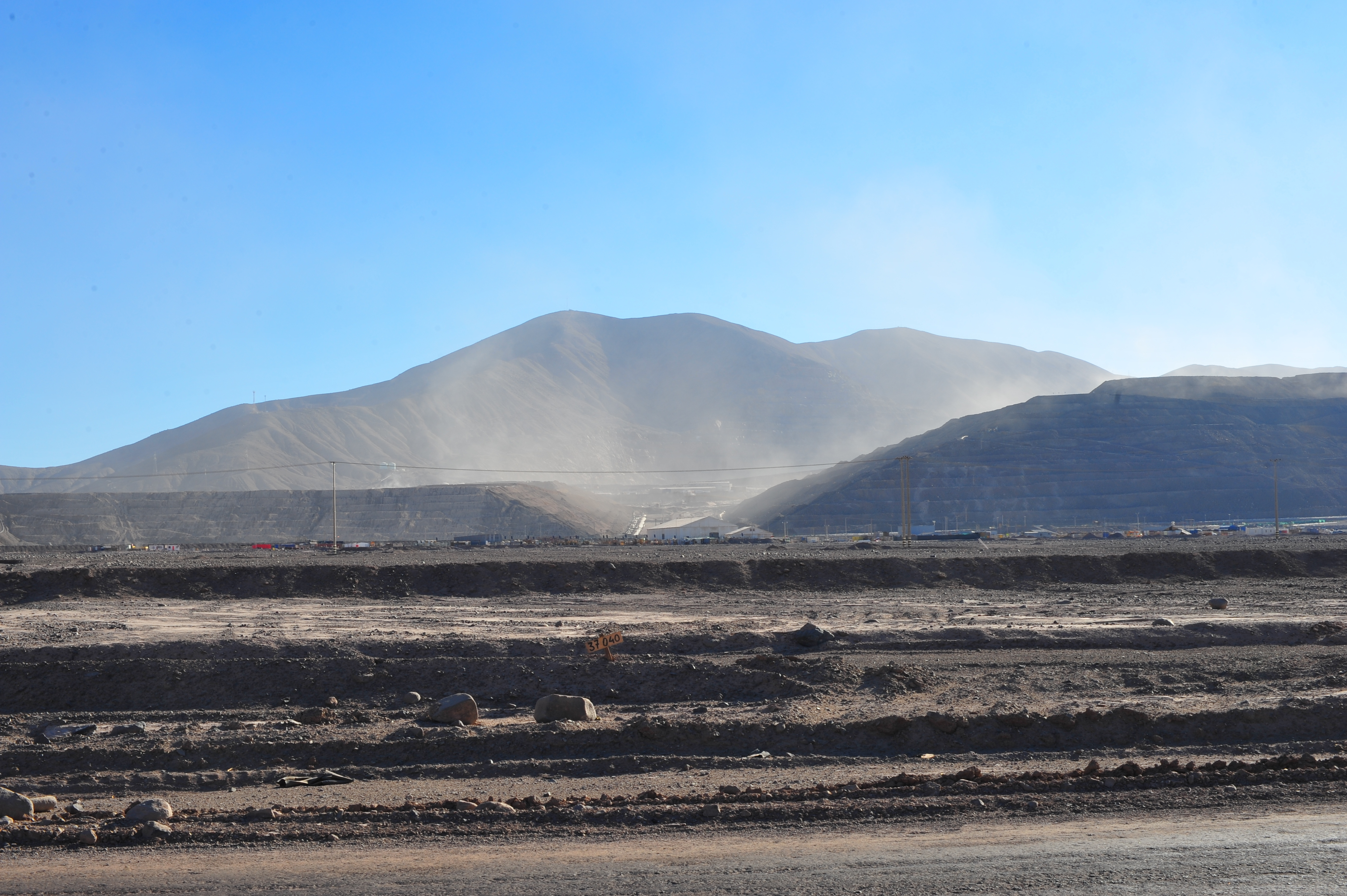
Extraction minière dans le nord du Chili en 2015.

## Historique
L'exploitation minière du Chili a débuté de façon industrielle au début du XXe siècle,.

## Panorama des ressources actuelles

### Les ressources en cuivre
Le principale ressource minière du pays est le cuivre, la pays abritant la plus grande mine du monde sur le site d'El Teniente, en activité depuis 1905, et dans laquelle travaillent actuellement 10.000 mineurs. Une autre mine de cuivre majeure du pays, la mine de Chuquicamata dans le nord du pays, est la plus grande mine de cuivre à ciel ouvert du monde, et fournit près d'un cinquième de la production du pays.

### Les ressources aurifères
La principale mine d'or du pays est la mine de Pascua Lama, dont les travaux d'aménagement ont débuté en 2009. En septembre 2020, la justice chilienne ordonne l’arrêt des travaux de construction de cette mine en raison de dommages écologiques importants, et au groupe canadien Barrick Gold de s’acquitter de 7,7 millions d’euros d’amende pour diverses violations des normes environnementales.

### Les ressources de lithium
Le Chili est le deuxième producteur mondiale de lithium grâce à d'immenses gisements dans le désert d’Atacama.

### Les ressources de charbon
L'île de Guafo, située à l'extrême sud de l'archipel de Chiloé, abrite énormément de charbon dans son sous-sol. La communauté indigène mapuche redoute le scénario d'une exploitation qui causerait d'importants dégâts environnementaux alors que la biodiversité y est très importante.

### Les ressources pétrolières
Dans la région de Magellan (les environs de Punta Arenas), l’exploitation des gisements de pétrole constitue une part importante pour le transport domestique (30 % du pétrole au Chili est national). 

## Impacts économiques et sociaux

### Impacts économiques
L'industrie, principalement minière, représente près d'un tiers du produit intérieur brut du Chili, et emploie un quart de la population active du pays. Le cuivre et le lithium sont les produits les plus exportés, suivis par le poisson, le fer et l'acier, le bois et les produits issus du bois, le matériel de transport, le ciment et le textile.
La principale entreprise minière du pays est Codelco, détenue à 100 % par l'État chilien, qui assure près de 11% de la production mondiale de cuivre

### Impacts sociaux
Au Chili, la multinationale minière anglo-australienne BHP Billiton a créé, en coordination avec le gouvernement , un programme de formation destiné aux sous-traitants, qui a donné aux fournisseurs locaux les compétences pour être concurrentiels sur le marché mondial. Grâce à ce programme, les entreprises chiliennes qui fournissent les mines du pays, sont également devenues exportatrices sur le marché mondial.
En août 2010, une catastrophe minière très médiatisée a lieu dans la mine de mine de San José, et laisse 33 mineurs bloqués sous terre pendant 69 jours. Le succès de leur sauvetage, diffusé en direct dans le monde entier, a largement contribué à la notoriété de cet accident.

### Impacts environnementaux
L'État chilien permet aux mines de cuivre et de lithium de pomper près de cinq fois plus d'eau douce que ce que peut supporter la nappe phréatique.